# Публий Лициний Крас Див
Вижте пояснителната страница за други личности с името Публий Лициний Крас.
Публий Лициний Крас Див (на латински: Publius Licinius Crassus Dives; * 240 пр.н.е.; † 183 пр.н.е.) e политик на Римската република през края на 3 и началото на 2 век пр.н.е. От 212 пр.н.е. е pontifex maximus, 210 пр.н.е. цензор и 205 пр.н.е. консул.

## Биография
Получава когномен Dives понеже е много богат. Това и връзката му със Сципионите го издига до най-влиятелните личности в Рим.
През 205 пр.н.е. Лициний е избран за консул заедно с Публий Корнелий Сципион Африкански. Сципион получава Сицилия, а Лициний получава провинция Брутиум, където е Ханибал. До боеве почти не се стига, поради избухналата епидемия.
През 183 пр.н.е. Лициний умира и получава блестящо погребение.